# Ключ 210
Ключ 210 (齊部), що означає «рівномірно» або «впорядковано» — це 1 із 2 ключів Кансі (загалом 214 ключів), що складається з 14 рисок.
У Словнику Кансі є 18 ієрогліфів (з 40,030) з цим ключем.

## Еволюція

Символ в письмі Цзіньвень
Символ написаний письмом Сяочжуань

## Похідні ієрогліфи
| Риски | Ієрогліфи      |
| ----- | -------------- |
| +0    | 齊 (斉 齐)     |
| +3    | 斎 齋 𪗆 䶒 䶓 |
| +4    | 齌             |
| +5    | 齍             |
| +6    | 𪗋             |
| +7    | 齎             |
| +9    | 齏             |

## Зовнішні посилання
- База даних Unihan - U+9F4A